# Vittoria Colonna
Vittoria Colonna (tháng 4 năm 1492  – 25 tháng 2 năm 1547) – nhà thơ Ý thời Phục Hưng, bạn thân, người chiếm trọn trái tim của Michelangelo trong suốt cả chục năm.

## Tiểu sử
Con gái của quan đại thần Fabrizio Colonna. Lên 4 tuổi đã được gả cho Francesco Ferrante d'Ávalos, con trai của hầu tước Pescara. Từ nhỏ được học tiếng Latin, văn học Ý và làm thơ rất sớm. Năm 1509, hai người bước sang tuổi 17 thì làm đám cưới. Họ sống ở đảo Ischia đến năm 1511. Năm 1512 Francesco Ferrante d'Ávalos bị người Pháp bắt làm tù binh và đưa sang Pháp. Trong khoảng thời gian này hai người viết cho nhau những bức thư tha thiết cả bằng thơ cũng như văn xuôi. Năm 1525 Francesco Ferrante d'Ávalos bị thương nặng và mất cuối năm đó ở Milan, Vittoria Colonna trở thành góa phụ.
Năm 1536, nữ nhà thơ 47 tuổi trở thành bạn thân và người tình của danh họa Michelangelo 61 tuổi. Michelangelo tặng Vittoria Colonna nhiều bài thơ tình, nhiều bức tranh và dành cho bà nhiều thời gian. Vittoria Colonna trở thành nguồn cảm hứng bất tận cho Michelangelo sáng tác những tuyệt tác như Cappella Sistina.
Vittoria Colonna qua đời năm 1547 trước sự chứng kiến của Michelangelo.

## Sự ảnh hưởng
- Họa sĩ Jules Joseph Lefebvre vẽ bức tranh Diva Vittoria Colonna.
- Nhà thơ Henry Wadsworth Longfellow viết bài thơ Vittoria Colonna và trường ca Michelangelo
- Nhà thơ Louis Aragon viết tác phẩm "Plainte pour la mort de madame Vittoria Colonna, marquise de Pescaire".

## Tác phẩm
- Thơ:
- Thơ tình (Rimi amorose, 1526-1530)
- Thơ tinh thần (Rime spirituali, 1530-1540)
- Thư từ::
- Lettere inedite ed altri documenti relativi ai Colonnesi, 1875
- Alcune Lettere inedite, 1884
- Corteggio, 1889